# Musée de la Poterie de Raeren
 (décembre 2022).
La mise en forme du texte ne suit pas les recommandations de Wikipédia : il faut le « wikifier ».
Les points d'amélioration suivants sont les cas les plus fréquents :
- Les titres sont pré-formatés par le logiciel. Ils ne sont ni en capitales, ni en gras.
- Le texte ne doit pas être écrit en capitales (les noms de famille non plus), ni en gras, ni en italique, ni en « petit »…
- Le gras n'est utilisé que pour surligner le titre de l'article dans l'introduction, une seule fois.
- L'italique est rarement utilisé : mots en langue étrangère, titres d'œuvres, noms de bateaux, etc.
- Les citations ne sont pas en italique mais en corps de texte normal. Elles sont entourées par des guillemets français : « et ».
- Les listes à puces sont à éviter, des paragraphes rédigés étant largement préférés. Les tableaux sont à réserver à la présentation de données structurées (résultats, etc.).
- Les appels de note de bas de page (petits chiffres en exposant, introduits par l'outil «  Source ») sont à placer entre la fin de phrase et le point final[comme ça].
- Les liens internes (vers d'autres articles de Wikipédia) sont à choisir avec parcimonie. Créez des liens vers des articles approfondissant le sujet. Les termes génériques sans rapport avec le sujet sont à éviter, ainsi que les répétitions de liens vers un même terme.
- Les liens externes sont à placer uniquement dans une section « Liens externes », à la fin de l'article. Ces liens sont à choisir avec parcimonie suivant les règles définies. Si un lien sert de source à l'article, son insertion dans le texte est à faire par les notes de bas de page.
- La présentation des références doit suivre les conventions bibliographiques. Il est recommandé d'utiliser les modèles {{Ouvrage}}, {{Chapitre}}, {{Article}}, {{Lien web}} et/ou {{Bibliographie}}. Le mode d'édition visuel peut mettre en forme automatiquement les références.
- Insérer une infobox (cadre d'informations à droite) n'est pas obligatoire pour parachever la mise en page.

Pour une aide détaillée, merci de consulter Aide:Wikification.
Si vous pensez que ces points ont été résolus, vous pouvez retirer ce bandeau et améliorer la mise en forme d'un autre article.
Le Musée de la poterie de Raeren (Töpfereimuseum Raeren) est une institution culturelle située dans le château de Raeren, dans la province de Liège en Belgique.

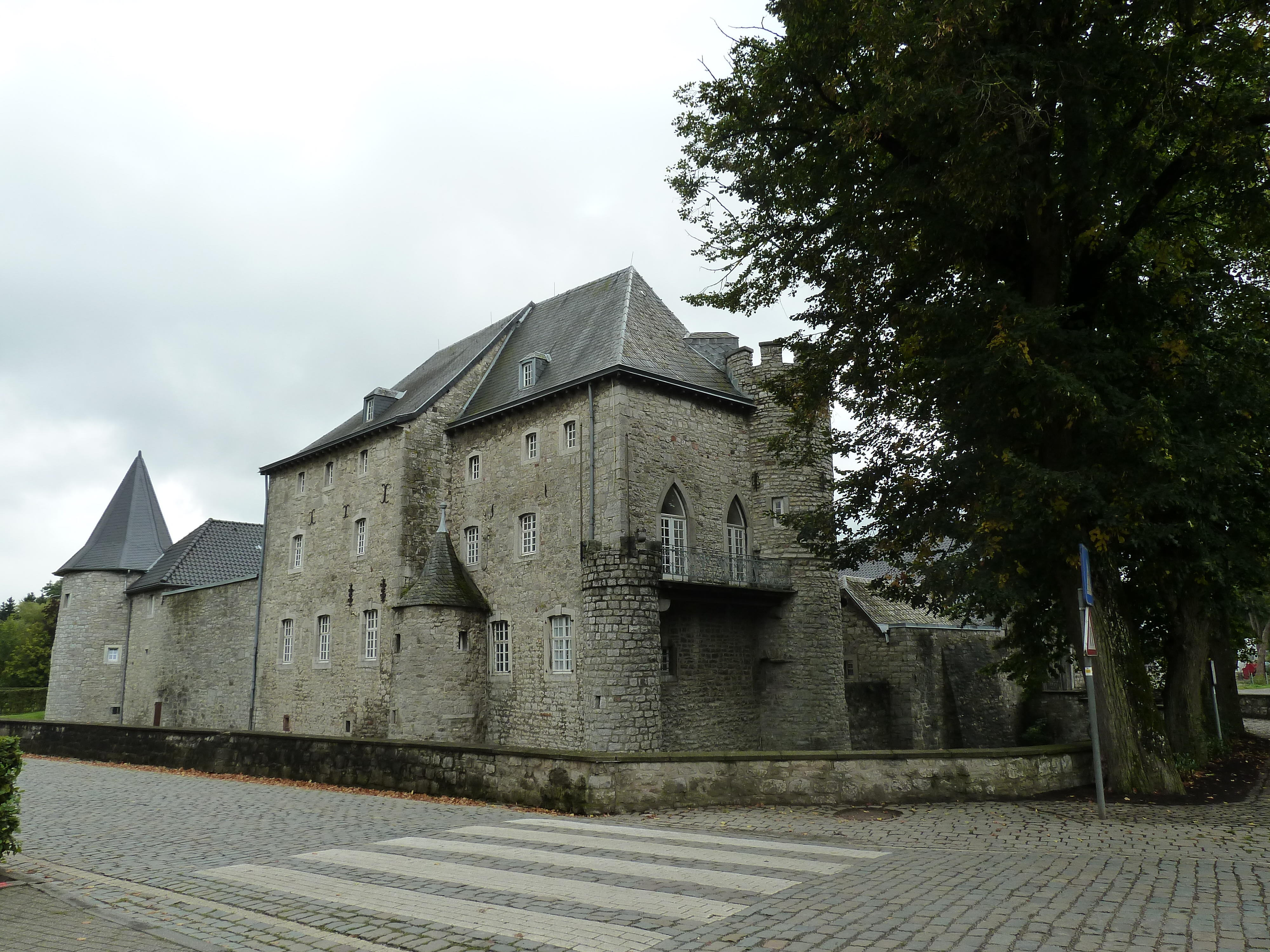
Musée de la Poterie de Raeren

Le musée de la poterie de Raeren a été créé par Dr. Michel Kohnemann.
Depuis mai 2007, le musée de la poterie de Raeren et ses grès font partie de la liste d'honneur du patrimoine culturel européen présente l'historique des grès de Raeren.

## Histoire
- En 1959, Dr. Michel Kohnemann, en tant qu'échevin de la culture et conseiller municipal réussit à acheter le château de Raeren pour la commune de Raeren[4].

- Le 5 mai 1963 le musée de la poterie de Raeren a ouvert ses portes  et a connu un succès immédiat[5],[6].

- La base de l'exposition, est mise en proposition par les trouvailles de Dr Michel Kohemann, le Dr Otto Eugen Mayer et de Leo Kever. Les trouvailles offrent un aperçu de l'évolution de la poterie à travers des pièces de l'époque romaine, du Moyen Âge, de la Renaissance et de l'historicisme[2],[7].

- Depuis 1972 le musée est dirigé de manière professionnelle et participe depuis a des projets de coopération et des réseaux internationaux.

- Début 1980 la collection du musée a été agrandie par la "collection Rehker"[8].

- En 2001, le musée a été fermé pendant environ un an et demi pour cause de travaux de rénovation. L'exposition a été entièrement modernisée afin de pouvoir la présenter de manière plus contemporaine. Le 20 mars 2002, le musée a rouvert ses portes[9].

## Nouveauté
Depuis janvier 2021, un nouveau projet a vu le jour avec l'aide de "l'Association Musées et Société en Wallonie" et "Epicentro", qui permet aux personnes handicapées un accès au musée par voie numérique. L'objectif de ce projet est également d'assurer la conservation et la sauvegarde du patrimoine culturel sous forme numérique. 